# Denis Herron
Denis Bernard Herron (* 18. Juni 1952 in Chambly, Québec) ist ein ehemaliger kanadischer Eishockeytorwart, der von 1972 bis 1985 für die Pittsburgh Penguins, Kansas City Scouts und Montréal Canadiens in der National Hockey League spielte. 

## Karriere
Als Junior spielte er bei den Trois-Rivières Draveurs in der QMJHL. Beim NHL Amateur Draft 1972 wurde er in der dritten Runde an insgesamt 40. Position von den Pittsburgh Penguins ausgewählt.
In der Saison 1972/73 wurde er nach einigen Spielen bei den Hershey Bears in der American Hockey League zu den Penguins in den NHL-Kader berufen und setzte sich hinter Jim Rutherford als Nummer zwei durch. Im Jahr darauf übernahm Andy Brown, der letzte Torwart, der ohne Maske spielte, die Position des Stammtorhüters und Herrons Eiszeit wurde wenig.
Nach drei Einsätzen in der Saison 1974/75 verpflichteten die Penguins Michel Plasse und gaben ihn an die Kansas City Scouts ab. In der Saison 1975/76 setzte er sich als Nummer eins im Tor der Scouts durch. Nach dieser Saison kehrte er nach Pittsburgh zurück. Er schaffte dort in seinem zweiten Jahr auch Stammtorwart zu werden. 
Zur Saison 1979/80 stand Herron im Tor der Montréal Canadiens. Auch wenn sich der einstige Serien Stanley-Cup-Gewinner in dieser Zeit nicht gegen die New York Islanders durchsetzen konnte, gewann Herron mit seinen Partnern im Tor der Canadiens 1981 die Vezina Trophy und 1982 die William M. Jennings Trophy. 
Für die Saison 1982/83 kehrte er abermals zu den Pittsburgh Penguins zurück. Das Draftrecht, das die Canadiens im Gegenzug erhielten, gaben sie später an die St. Louis Blues ab, die damit Nelson Emerson auswählten. In Pittsburgh spielte er noch bis zur Saison 1984/85 als Stammtorhüter, in diesem Jahr debütierte dort Mario Lemieux. Nach drei Spielen in der folgenden Saison beendete er seine Karriere.

## Erfolge und Auszeichnungen
- 1972 LHJMQ Second All-Star Team
- 1974 Calder-Cup-Gewinn mit den Hershey Bears
- 1981 Vezina Trophy (gemeinsam mit Michel Larocque und Richard Sévigny)
- 1982 William M. Jennings Trophy (gemeinsam mit Rick Wamsley)

### International
- 1978 Bronzemedaille bei der Weltmeisterschaft